# Distylopus
Distylopus is een geslacht van vliesvleugeligen uit de familie Tetracampidae. De wetenschappelijke naam van dit geslacht is voor het eerst geldig gepubliceerd in 1975 door Yoshimoto.

## Soorten
Het geslacht Distylopus is monotypisch en omvat slechts de volgende soort:
- Distylopus bisegmentus Yoshimoto, 1975